# Chaconne en ré mineur (Pachelbel)

La chaconne en ré mineur pour orgue de Johann Pachelbel est une des quelques pièces de ce genre qu'il a composées, et l'une des plus connues parmi toutes ses compositions.  

La partition en est conservée dans un unique manuscrit, le fameux Andreas Bach Buch (le livre d’Andreas Bach, du nom d'un de ses possesseurs), conservé à la Musikbibliothek de la Stadtbibliothek de Leipzig, III.8.4, recueil manuscrit de 57 pièces pour clavier par différents musiciens, compilé par Johann Christoph Bach († 1721), d'Ohrdruf, frère aîné de Jean-Sébastien Bach. 
Johann Christoph Bach avait étudié auprès de Pachelbel entre 1685 et 1688, et peut-être encore après. Ils étaient devenus amis. L’Andreas Bach Buch ne contient que six pièces de Pachelbel, très probablement parce que Johann Christoph Bach devait posséder bien d'autres copies d'ouvrages de son maître. Une anecdote très souvent répétée veut que Jean-Sébastien Bach, recueilli chez son frère aîné après la mort de leur père, ait étudié nuitamment et en secret un tel manuscrit, contenant des pièces de Froberger, Kerll et Pachelbel, chose que lui aurait interdite Johann Christoph. Le fait qu'il n'existe qu'une seule copie de cette chaconne n'a rien d'exceptionnel : c'est le cas, sauf pour une d'entre elles, de toutes les autres qu'on connaît.        
On ne connaît pas la date de sa composition. L’Andreas Bach Buch a été probablement constitué dans les premières années du XVIIIe siècle, peut-être entre 1707 et 1713, dates qui n'ont cependant rien de certain. La chaconne en ré mineur donne l'effet d'un style de développement plutôt tardif chez le compositeur, de la même façon que les quatre toccatas qui sont conservées dans le même recueil.  
La chaconne, pedaliter, comprend un thème de 8 mesures et 16 variations, dont la dernière est une reprise du thème presque à l'identique. Cette pièce est unique parmi les ostinatos de Pachelbel en ce que le motif de basse 
se répète tout au long de l'œuvre sans altérations (à l'exception d'une modification mineure dans la huitième variation). Les variations ne sont pas vraiment des variations mélodiques du thème, mais plutôt des péroraisons fondées sur les harmonies fournies par la basse.
Le procédé, qui est également utilisé dans certaines des autres chaconnes de Pachelbel, a été décrit ainsi : « les harmonies sont disséquées à travers une profusion étonnante – bien que contrôlée – de dispositifs. » Toutes les variations se poursuivent par le développement les unes dans les autres, faisant de cette chaconne la plus sophistiquée, structurellement, de Pachelbel. Des cinq autres ostinatos, seule la chaconne en fa mineur se rapproche de ce dessin.
Avec cette dernière, la chaconne en ré mineur anticipe un certain nombre de caractéristiques que l'on retrouvera dans la célèbre passacaille et fugue en ut mineur de Jean-Sébastian Bach, BWV 582. Cela comprend divers détails mélodiques et structurels. Par exemple, les figures dactyliques de la première variation de l'œuvre de Pachelbel se retrouvent dans la passacaille de Bach (à partir de la mesure 32), tout comme la « répétition modifiée » écrite de la deuxième variation. [8]

## Discographie
- Complete keyboard music (CD N°8) - Simone Stella - 13 CD Brilliant Classics 2019 (OCLC 1083267527)